# 林重郷
林 重郷（はやし しげさと、生年不明  -  嘉永2年（1849年））は尾張国春日井郡上条村の庄屋である。通称、林金兵衛重郷。

## 概要
- 尾張国春日井郡上条村に林家に生まれた。
- 林家27代目（今井兼平からかぞえて）である。
- 上条城主の小坂氏の子孫で子に林金兵衛がいる。
- 嘉永2年（1849年）に亡くなった。